# Jacques Douy
Jacques Gilbert Roger Douy (* 13. Januar 1924 in Paris; † 15. März 2010 ebenda) war ein französischer Filmarchitekt.

## Leben
Douy erlernte in den frühen Nachkriegsjahren sein Handwerk unter seinem älteren Bruder Max Douy und diente ihm ab 1949 rund 30 Jahre lang als Assistent unter anderem bei den Filmen Occupe-toi d’Amélie, Die Karriere der Doris Hart, Die rote Herberge, Erwachende Herzen, Rot und Schwarz, French Can Can, Morgenröte, Der Mann, der sterben muß, Die schwarze Sklavin, Die grüne Stute, Die Rum-Straße sowie bei dem James-Bond-Film James Bond 007 – Moonraker – Streng geheim. Ebenfalls ging Douy zu Beginn seiner Laufbahn auch dem Berufskollegen Robert Clavel mehrfach zur Hand.
Anders als Max gelang es Douy zu keinem Zeitpunkt sich als Filmarchitekt auf die Dauer durchzusetzen. Lediglich bei einigen weniger bedeutsamen Filmen ließ man ihn ab 1957 die Bauten entwerfen bzw. ausführen, später wirkte Douy auch für das Fernsehen. Immer mal wieder war er auch als Ausstatter bzw. Ausstatterassistent tätig. Jacques Douy hat mit seinem Bruder Max auch ein Buch über Filmarchitektur verfasst.

## Filmografie
- 1954: French Can Can (nur Ausstattung)
- 1957: Anton, der Querschläger (Le triporteur)
- 1958: Houla-Houla
- 1959: Die nach Liebe hungern (Les dragueurs)
- 1960: Der Kriegsverweigerer (Tu ne tueras point)
- 1968: Das Schloß in den Ardennen (Castle Keep)
- 1969: Les patates (nur Ausstattung)
- 1984: Lace (TV-Mehrteiler; nur Ausstattung)
- 1984: Camille (Fernsehfilm)
- 1998: Das Floß der Medusa (Le radeau de la Méduse)